# Federazione calcistica di Grenada
La Federazione calcistica di Grenada, ufficialmente Grenada Football Association, fondata nel 1924, è il massimo organo amministrativo del calcio a Grenada. Affiliata alla CONCACAF dal 1969 e alla FIFA dal 1978, essa è responsabile della gestione del campionato di calcio e della nazionale di calcio dell'isola.